# 林アキラ
林 アキラ（はやし あきら、1958年〈昭和33年〉8月22日 - ）は、日本のミュージカル俳優、作曲家、音楽監督、声楽（歌唱）指導者。本名、小林 晃（こばやし あきら）。血液型はA型。

## 来歴
静岡県清水市（現:静岡市清水区）に生まれ、小学生の頃に藤枝市へ移住。静岡県立焼津中央高等学校、東京芸術大学音楽学部声楽科卒。
第16回ヤマハ・エレクトーン・フェスティバル全国大会で第2位（1979年）、インターナショナル・エレクトーン・フェスティバルで入賞（1980年）。
1981年4月より、NHKの幼児向け番組「おかあさんといっしょ」に6代(5代)目うたのおにいさんに就任。同番組には1985年3月まで4年間出演。
前述のかしわ哲（前半の2年間で同期）を除いた番組内の共演者は、以下の通り。
- うたのおねえさん
  - 前半の2年間は、第14代目のしゅうさえこ。
  - 後半の2年間は、第15代目の森みゆき。
- たいそうのおにいさん
  - 第8代目の瀬戸口清文。
- 身体表現のおねえさん
  - 初代の馮智英。

1985年春の番組卒業の際に、後任の坂田おさむと引き継ぎ共演を行った。これは林が歴代で初めて行った物で、以後のおにいさん・おねえさんの交代時にも恒例として行われるようになった。
忠の仁・岡幸二郎とミュージカル・ユニット「タナボタ企画」を結成し、オリジナル・ミュージカルやコンサートを上演した。
ミュージカル『レ・ミゼラブル』では司教役を演じ、ミュージカル『マリー・アントワネット』では、ロアン大司教とレオナールの二役を演じた。当公演では、出演の他に歌唱指導も担当した。
2007年7月23日、ブログ・林アキラの「AKIRAKIA」を開設。
2009年7月22日放送の『おかあさんといっしょ 50周年特集』に、5代目うたのおにいさんのかしわ哲、14代目うたのおねえさんのしゅうさえこと共にゲスト出演。さらに10年後の2019年8月13日放送の『おかあさんといっしょ 60周年スペシャル』にも、5代目うたのおにいさんのかしわ哲、10代目うたのおにいさんの今井ゆうぞう、11代目うたのおにいさんの横山だいすけと共にゲスト出演した。ミュージカル俳優としての活動がメインとなった90年代後半以降は髭を蓄えた姿での活動が多かったが、番組にゲスト出演する際には、いずれもうたのおにいさん当時のイメージに合わせて髭を剃った姿で出演している。
2021年、『おかあさんといっしょ』のファミリーコンサート『まってたんだよキミのこと』にゲスト出演。また、前年（2020年）より『おかあさんといっしょ』の番組内で不定期に行われた特別企画『スタジオライブ』において、ピアノ奏者として出演している。

## 作品

### 出演作品
- 『レ・ミゼラブル』（初演：クールフェラック、再演以降：司教・レーグル、大晦日：リトルコゼット）
- 『レ・ミゼラブル in コンサート』（司教・レーグル）
- 『トーチソング・トリロジー』
- 『魅せられてヴェラ』
- 『トリプル』
- 『バッカーズ・オーディション』
- 『回転木馬』（イノック・スノウ）
- 『風と共に去りぬ』（ジェラルド・オハラ）
- 『ジキル&ハイド』（サベージ伯爵、市民、客）
- 『パナマ・ハッティー』（ホイットニ・ランドルフ）
- 『キス・ミー・ケイト』（ハリー、バプティスタ）
- 『屋根の上のヴァイオリン弾き』（アヴラム）
- 『34丁目の奇跡〜Here's Love〜』（メイシー）
- 『バットボーイ ザ ミュージカル』（レイノルズ保安官、ライオン）
- ミュージカル座公演 『アインシュタイン フォーリーズ』（アインシュタイン）
- ミュージカル座公演 『ブロードウェイ殺人事件』（アポロ警部）
- ミュージカル座公演 『ルルドの奇跡』（フランソワ・スビルー or ジャコメ署長）
- 『マリー・アントワネット』（レオナール、ルイ・エドアール・ド・ロアン・ゲメメ大司教）
- タナボタ企画公演
- 『ラ・カージュ・オ・フォール』（2008年・・2018年・2022年 ムッシュ・ルノー）
- 『モンテクリスト伯』（2013年 船主モレル、海賊ジャン）
- ミュージカル『Bare -ベア-』（2020年 神父）
- ミュージカル『生きる』（2020年）
- ミュージカル『ガイズ&ドールズ』（2022年 アーバイド・アバーナシー）

#### おかあさんといっしょコンサート
| 公演   | タイトル                 | 出演者（一部を除く） |
| ------ | ------------------------ | --- |
| 1989年 | おかあさんといっしょ30年 | 坂田おさむ、神崎ゆう子、天野勝弘、馮智英、じゃじゃまる、ぴっころ、ぽろり、眞理ヨシコ、中野慶子、竹前文子、砂川啓介、中川順子、片桐和子、瀬端優美子、斉藤昌子、森晴美、田中星児、斉藤伸子、松熊由紀、奈々瀬ひとみ、水木一郎、たいらいさお、宮内良、しゅうさえこ、かしわ哲、林アキラ、ブンブン、つねきち、ごじゃえもん |
| 1990年 | げんき♥元気              | 坂田おさむ、神崎ゆう子、天野勝弘、馮智英、古今亭志ん輔、じゃじゃまる、ぴっころ、ぽろり、林アキラ、森みゆき、ゴロンタ、トムトム、チャムチャム、ブンブン、つねきち、ごじゃえもん、ブー、フー、ウー |
| 2021年 | まってたんだよキミのこと | 花田ゆういちろう、小野あつこ、福尾誠、秋元杏月、林アキラ、チョロミー、ムームー、ガラピコ |
| 2024年 | うたの図書館             | 花田ゆういちろう、ながたまや、佐久本和夢、秋元杏月 みもも、やころ、ルチータ 林アキラ |

### 作曲作品
おかあさんといっしょ関連
- ひとりぼっちのミイ （「おかあさんといっしょ」）
- おるすばんブギ （「おかあさんといっしょ」）
- あるけどこまでも （「アキラおにいさんのうたのおもちゃばこ」）
- あのねパンダさん （「アキラおにいさんのうたはともだち」）
- 海のララバイ （「アキラおにいさんのうたはともだち」）
- ハーバードスクェアの本屋のねこ （「アキラおにいさんのうたはともだち」）
- ぼくはあくびマン （「おかあさんといっしょ」1986年9月の歌）
- こねこのパンやさん （「おかあさんといっしょ」1987年4月の歌）
- ほしぞらカーニバル （「おかあさんといっしょ」1990年9月の歌）
- おおきなわがあれば （「おかあさんといっしょ」1991年5月の歌）
- モーモーフラダンス （「おかあさんといっしょ」1991年7 - 8月の歌）
- ブレーメンのおんがくたい （「おかあさんといっしょ」1992年7 - 8月の歌）
- ぞうさんいるだけで （「おかあさんといっしょ」1995年7 - 8月の歌）
- おニューのゴムなが （「おかあさんといっしょ」1996年6月の歌）
- ゆめ ゆき あめ （「おかあさんといっしょ」1997年2 - 3月の歌）
- みんなだれかがすきになる（「おかあさんといっしょ」2012年2 - 3月の歌）
- そよかぜスニーカー（「おかあさんといっしょ」2017年4月の歌）
- ブラボー! ブレーメン （「おかあさんといっしょ」）
- ゆめをたいせつに （「おかあさんといっしょ」）
- はぴねす特急 （「おかあさんといっしょ」）
- ぼくのユーエフオー （「BSおかあさんといっしょ」）
- しあわせはまほうつかい （「おかあさんといっしょ」）

ミュージカル・舞台
- トリプル
- スターライト・ムーンライト
- 夢見る乙女
- 検察側の証人
- ナイル殺人事件
- 長野信州博 JA 館アトラクション
- 劇団21世紀FOX公演
  - 碧い彗星の一夜
  - 月夜とオルガン
  - 虎☆ハリマオ
  - 私の青空
  - 霧の中の少女
  - BUDORI 眠れぬ夏の月
- Lucky Doll
- Calli 〜炎の女カルメン〜
- タナボタ企画公演

### 編曲作品
- そしておめでとう （「セトちゃんのうたっておどって元気にわいしょい！2」より ）
- ぼくのミックスジュース
- すずめがサンバ
- ブーツをはいたぞうさん
- きみのなまえ

### 歌唱指導作品
- ミュージカル 『レ・ミゼラブル』（声楽指導、ジャン・バルジャン役アンダースタディ）
- 『ビッグ・レディース・クラブ』（歌唱指導）
- ミュージカル 『カンパニー』（歌唱指導）
- ミュージカル 『エリザベート』（声楽指導）
- 『チャーリー・ガール』（声楽指導）
- 『club seven "3rd stage"』（歌唱指導）
- 『I LOVE YOU 愛の果ては?』（歌唱指導）
- 『34丁目の奇跡』（歌唱指導）
- ミュージカル 『マリー・アントワネット』（歌唱指導）
- ミュージカル・コメディ『トライアンフ・オブ・ラヴ〜愛の勝利』
- 『Calli 〜炎の女カルメン〜』
- タナボタ企画公演
- 『モンテクリスト伯』

### LP・EP・CD（音）
- バース・オブ・ニュー （LP）
- エレクトーン・ビッグアーティスト・ベスト・コレクション・シリーズ　日野正雄／林アキラ （LP）
- おかあさんといっしょ シリーズ （LP・EP）
- アキラおにいさんのうたのおもちゃばこ （LP）
- アキラおにいさんのうたはともだち （LP）
- アキラおにいさんとうたおう しまうまグルグル　おしゃべりきかんしゃ （LP）
- アキラおにいさんとうたおう にこにこれっしゃ （LP）
- アキラおにいさんの楽しいクリスマス （LP）
- ヤマハ音楽教室教材　グループレッスン
  - おんがくなかよし教材　旧おんがくなかよし（CD,VHS,DVD）
  - 幼児科教材 旧ぷらいまりー(1987年版)（CD）
  - 幼児科教材 旧ぷらいまりー(1996年版)1,2（CD）
  - 幼児科教材 旧ぷらいまりー(1996年版)1,4（VHS,DVD）
  - 幼児科教材 ぷらいまりー1,4（CD,DVD）
  - ヤマハ3歳児ランド教材　みゅーじっくらんど（CD）
- 地球はひまわり（CD）
- すくすく赤ちゃん　ごきげんビクス（CD）
- ミュージカル
  - 『レ・ミゼラブル』赤・青版 （CD）
  - 『回転木馬』赤版 （CD）
  - 『風と共に去りぬ』 （CD）
  - 『ジキル&ハイド』 （CD）
  - 『ルルドの奇跡』 （CD）
  - 『マリー・アントワネット』 （CD）
  - 『ラ・カージュ・オ・フォール』 （CD）
- タナボタのCD （CD）

### VHS・DVD（映像）
- ひみつの森の音楽会 エレクトーンと遊ぼう（VHS）
- おかあさんといっしょ 30周年記念ファミリーコンサート② げんきにあそんじゃえ（VHS）
- 懐かしのこども番組グラフィティー おかあさんといっしょクロニクル（DVD）
- タナボタ企画10周年記念DVD（DVD）
- おかあさんといっしょ ありがとうの花（DVD）

### 補足
1. ↑  なお、林に関しては4代目の宮内良の後任として5代目のかしわ哲と同時に就任し、なおかつダブルキャストだったことから,事実上かしわと並んで5代目となるが、1983年3月をもってかしわが先に卒業し、林が単独で残留し、7代目の坂田おさむの直接的な前任となることから、（論理上一部矛盾する部分があるが）番組上では6代目として扱われれることが多い。